# Múscul multífid
El múscul multífid (musculus multifidus), o múscul multífid del raquis, és un conjunt de fascicles musculars fibrosos, els quals omplen les ranures en ambdós costats de l'apòfisi espinosa de les vèrtebres; parteix des del sacre i arriba fins a l'axis. És un múscul de textura molt prima. Està localitzat en un nivell molt profund al costat de la columna vertebral, travessa tres segments articulars, i actua per estabilitzar les articulacions en cada nivell segmentari. L'equilibri entre la consistència i l'estabilitat fa que cada vèrtebra treballi més de manera més eficaç, fet que permet reduir la degeneració de les estructures articulars.
Cada fascicle sorgeix des de diferents zones.
- Os sacre. De la part posterior del sacre, partint des del quart forat sacre posterior, des de l'aponeurosi d'origen del múscul erector de la columna, de la superfície medial de l'espina ilíaca posterior superior, i dels lligaments sacreilíacs posteriors.
- Regió lumbar. Des de totes les apòfisis mamil·lars
- Regió toràcica. Des de totes les apòfisis transverses.
- Regió cervical. Des de les apòfisis articular de la quarta vèrtebra inferior.

Cada fascicle, discorre de forma obliqua cap amunt i medialment, i s'insereixen al llarg de les apòfisis espinoses de les vèrtebres. Aquests fascicles varien en la seva llargada: el més superficial (el més llarg) passa de la primera a la tercera o quarta vèrtebres; els intermedis, van des de la primera a la segona o tercera vèrtebres, mentre que el fascicle més profund uneix dues vèrtebres contigües.
El multífid s'ubica per sota dels músculs erector de la columna, el transvers de l'abdomen i l'oblic extern de l'abdomen.

## Imatges

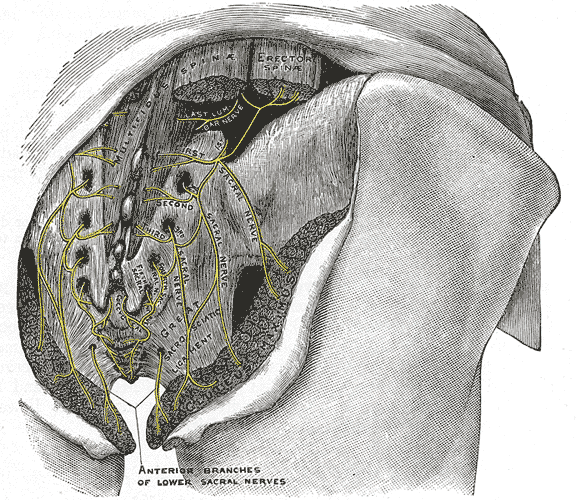
Divisions posteriors dels nervis sacres.